# Condado de Krosno (voivodia da Lubúsquia)
Krosno (em polonês/polaco: powiat krośnieński) é um condado da Polônia, na voivodia de Lubúsquia. A sede é a cidade de Krosno Odrzańskie. Estende-se por uma área de 1391 km², com 54 598 habitantes, segundo os censos de 2020, com uma densidade 39,4 hab./km².

## Divisões admistrativas
O condado possui:
Comunas urbanas: Gubin.
Comunas urbano-rurais: Krosno Odrzańskie.
Comunas rurais: Bobrowice, Bytnica, Dąbie, Gubin e Maszewo.